# John Byington
John Byington (Hinesburg, 8 de octubre de 1798-Battle Creek, 7 de enero de 1887) fue un pastor estadounidense, reconocido por ser el primer presidente de la Asociación General de los Adventistas del Séptimo Día.
Su padre, Justus, fue soldado en la Guerra de Independencia de los Estados Unidos, un predicador itinerante de la Iglesia Metodista Episcopal y más tarde el primer presidente de la Asociación de Vermont de dicha iglesia. A los 7 años de edad llegó a la convicción de pecado, y en 1816, a los 18 años se convirtió al cristianismo. Llegó a ser un activo metodista laico, pero a los 21 años de edad su salud se deterioró, y por tres años sufrió de depresión. Retornó al trabajo dividiendo su tiempo entre la agricultura y la predicación.
Byington fue activo en el movimiento antiesclavitud y cuando el liderazgo de la Iglesia Metodista Episcopal se opuso al abolicionismo, decide retirarse de dicha denominación y se unió a la Wesleyan Methodist Connection formada por los metodistas que se oponían a la esclavitud. Ayudó a erigir la iglesia y pastoral que todavía se encuentra en pie en Morely, Nueva York. 
En 1844, participó como delegado laico en la sesión organizacional de la Asociación General Wesleyana en Cleveland, Ohio; y más tarde se convirtió en pastor metodista wesleyano y comenzó a dirigir la iglesia de Lisbon, Nueva York. Regularmente, hospedaba indígenas americanos y esclavos fugitivos en su casa.
Ese mismo año escuchó un sermón de William Miller en Cleveland, Ohio, pero no fue grandemente impresionado. En 1852, luego de leer una copia de la Review and Herald comenzó a guardar el sábado como día de reposo. Poco después, James y Ellen White visitaron su casa en Buck's Bridge. Por tres años, dirigió reuniones sabáticas en su casa, hasta que erigieron su propia iglesia en su propiedad. Una de las primeras iglesias adventistas en ser construidas. En una casa cercana, su hija Martha hacía clases en lo que fue la primera escuela adventista (1853).
Por petición de James White, Byington se mudó a Battle Creek, Míchigan en 1858. Trabajó en conjunto con James White y J. N. Andrews en pro del crecimiento del naciente movimiento adventista. En 1863, en la primera sesión de la Asociación General en Battle Creek, Míchigan, se convirtió en el primer presidente de la denominación. James White quien había sido elegido en un principio declinó su posición. 